# Rotterdam
Rotterdam je grad u Nizozemskoj. Službeno postoji od 1328. godine kada ga je grof Willem III proglasio gradom koji se širio okolo brane (dam) na rijeci Rotte (tako je i dobio ime, Rotte-dam). On je, po populaciji, drugi najveći grad Nizozemske odmah nakon glavnoga grada, Amsterdama, i najveći grad pokrajine Zuid-Holland (Južna Nizozemska). Grad bez okolice ima oko 600.000 ljudi (podaci iz 2000. godine) s trendom opadanja populacije.

## Luka Rotterdam
Rotterdam je najveća luka u Europi i sedma u svijetu koja godišnje ostvari oko 300 milijuna tona prometa. Najveća svjetska poslovna luka je postala 1962. dok je kasnije taj naslov preuzeo Singapur i zatim Shangai po podacima iz 2004. godine. Nalazi se na obali rijeke Nieuwe Mass, jednom od tokova delte stvorene od Rhine i Meuse rijeke zahvaljujući kojima je luka Rotterdam uzvodno odlično povezana s pograničnom zonom Basela, Švicarske i Francuske. 
Glave aktivnosti luke čine petrokemijska industrija i preuzimanje/transport robe generalno. Važno je tranzitno središte tereta i robe između europskog kontinenta i prekomorskih luka. Iz Rotterdama se prijevoz robe vrši putem broda, riječkih tegljača, željeznicom ili cestom. Rotterdam se putem Betuwe, brze željeznice za prijevoz robe, spaja s Njemačkom.
Prokopom umjetnog kanala i otvorenja riječkog prometa Nieuwe Waterweg (Novi riječni put) 1872. godine, luka Rotterdam je omogućila povezivanje morskih ruta s deltom Meuse-Rhine. Kanal je dug oko 6,5 km od brana na delti do [/Maeslantkering Maeslantkering] (“Maeslant barijera“). Veliki broj zemljovida prikazuje Scheur kao dio Novoga Riječnoga Puta što bi iznosilo oko 19,5 km.
Početkom 20. st., gravitacijski centar luke se pomjerio zapadnije prema Sjevernom Moru (North Sea). Pokrivajući 105 km2, luka Rotterdam se danas proteže više od 40 km. U centru se nalazi povijesna lučka jezgra koja uključuje Delfshaven; Maashaven/Rijnhaven/Feijenoord kompleks; luke okolo Nieuw-Mathenesse-a; Waalhaven; Vondelingenplaat; Eemhaven; Botlek; Europoorta koje se smjestilo uzduž Calandkanaala, Novoga Riječnoga Puta i Scheura (nastavci rijeke Nieuwe Maas) te iskrčeno područje Maasvlakt-e koji izlazi prema Sjevernom Moru. Izgradnja nastavka projekta Maasvlakta je dobilo zeleno svjetlo od političara 2004. godine, ali je provođenje zamisli zaustavio Raad van State (Grofovsko Državno vijeće / the Dutch Council of State engl. koje savjetuje sabor i parlament pri donošenju i upravljanju zakona) 2005. godine jer pitanje okoliša nije dovoljno dobro uzeto u obzir. Pa ipak, 10. listopada 2006. je pribavljeno odobrenje da se započne izgradnja 2008. s ciljem isplovljavanja prvoga broda 2013. godine.

## Partnerstva
- 13 pobratimljenih gradova
- 12 gradova partnera
- 4 pobratimljene luke

Pobratimljeni gradovi
- Köln, Njemačka, od 1958.
- Esch-sur-Alzette, Luksemburg, od 1958.
- Lille, Francuska, od 1958.
- Torino, Italija, od 1958.
- Liège, Belgija, od 1958.
- Burgas, Bugarska, od 1976.
- Constanţa, Rumunjska, od 1976.
- Gdanjsk, Poljska, od 1977.
- Šangaj, Kina, od 1979.
- Havana, Kuba, od 1983.
- Petrograd, Rusija, od 1984.
- Baltimore, SAD, od 1985.
- Dresden, Njemačka, od 1988.

Gradovi partneri
- Kingston na Hullu, Ujedinjeno Kraljevstvo, od 1936.
- Antwerpen, Belgija, od 1940.
- Basel, Švicarska, od 1945.
- Oslo, Norveška, od 1945.
- Duisburg, Njemačka, od 1950.
- Nürnberg, Njemačka, od 1961.
- Jakarta, Indonezija, od 1983.
- Osaka, Japan, od 1984.
- Budimpešta, Mađarska, od 1991.
- Bratislava, Slovačka, od 1991.
- Durban, JAR, od 1991.
- Prag, Češka, od 1991.

Pobratimljene luke
- Kobe, Japan, od 1967.
- Seattle, SAD, od 1969.
- Busan, Južna Koreja, od 1987.
- Tokio, Japan, od 1989.